# أربيان منقط
أربيان منقط (الاسم العلمي: Anthemis punctata) هو نوع نباتي يتبع جنس الأربيان من الفصيلة النجمية.

## الموئل والانتشار
في المغرب العربي